# 特崩棉则县
特崩棉则县，一译特宾棉芷县，是柬埔寨柏威夏省辖下的一个县。
根据1998年柬埔寨人口普查，该县人口为21,580人。